# Протокол розбіжностей
Протоко́л розбі́жностей — це документ, який складають у разі виникнення суперечності між сторонами при укладенні господарського договору, щодо змісту тексту договору, додатків або специфікації. Умови протоколу можуть стосуватися термінів відвантаження або постачання продукції, суми договору, форм розрахунків між сторонами тощо.
Договір вважається укладеним, коли договірні сторони в належній формі доходять згоди щодо всіх істотних умов договору. У разі недосягнення згоди по усіх важливих умовах господарського договору, він вважається неукладеним — таким, що не відбувся. Задля уможливлення втілення господарського договору сторонам необхідно узгоджувати всі умови. За таких умов одна сторона надсилає інший проєкт договору з такими позиціями, які вона рахує доцільними до включення.

## Законодавче регулювання
До внесення змін було: Пункт 4 статті 181 Господарського Кодексу визначає, що за наявності заперечень щодо окремих умов договору сторона, яка одержала проєкт договору, складає протокол розбіжностей, про що робить застереження у договорі, та у двадцятиденний строк надсилає другій стороні два примірники протоколу розбіжностей разом з підписаним договором.
Зараз ні в Господарському кодексі, ні в Цивільному про це нічого не зазначено.

## Місце протоколу розбіжностей при укладенні договору
Отримавши пропозицію, щодо укладення договору (оферту), яка містить текст договору, в разі незгоди з окремими умовами проєкту договору, сторона складає протокол розбіжностей. В протоколі мають зазначатися суперечливі норми в редакції сторони, яка надіслала пропозицію, та сторони, яка її отримала та має заперечення. Два примірники протоколу розбіжностей разом з одним підписаним примірником договору (на якому робиться позначка про наявність протоколу розбіжностей) надсилає першій стороні (від якої надійшла пропозиція про укладення договору) протягом двадцяти днів. Сторона-ініціатор договору, отримавши протокол, зобов'язана протягом двадцяти днів розглянути його, в цей же строк вжити заходів для врегулювання розбіжностей з другою стороною та включити до договору всі прийняті пропозиції, а розбіжності, що залишились неврегульованими, передати в цей же строк до суду, якщо на це є згода другої сторони. При досягненню сторонами згоди щодо всіх або окремих умов, зазначених у протоколі розбіжностей, така згода повинна бути підтверджена у письмовій формі (протоколом узгодження розбіжностей, листами, телеграмами, телетайпограмами тощо). 

## Джерело
- Узгодження умов господарського договору